# Sphenometopa satunini
Sphenometopa satunini är en tvåvingeart som beskrevs av Boris Borisovitsch Rohdendorf 1967. Sphenometopa satunini ingår i släktet Sphenometopa och familjen köttflugor.
Artens utbredningsområde är Azerbajdzjan. Inga underarter finns listade i Catalogue of Life.